# Opóźnienie Shapiro

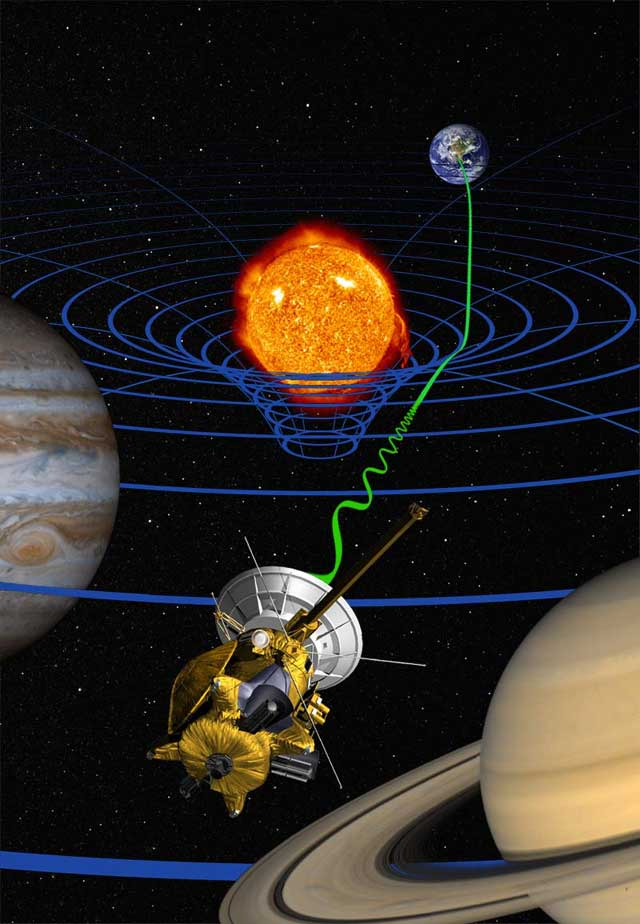
Sygnał radiowy sondy przechodząc w pobliżu Słońca ulega niewielkiemu opóźnieniu

Opóźnienie Shapiro (efekt Shapiro) – opóźnienie sygnału radiowego pod wpływem grawitacji.
W oryginalnym eksperymencie zaproponowanym przez Irwina Shapiro do potwierdzenia ogólnej teorii względności wysłany został sygnał radiowy z Ziemi w kierunku znajdującej się po drugiej stronie Słońca Wenus, z powodu obecności Słońca zniekształcającego przestrzeń sygnał musi przebyć nieco dłuższą drogę. Shapiro wyliczył, że opóźnienie sygnału w takiej sytuacji wynosiłoby ok. 200 mikrosekund co mieściło się w granicach pomiarowych urządzeń lat 60. Pierwsze testy wykonane w 1966 i 1967 z Haystack Observatory należącego do Massachusetts Institute of Technology potwierdziły teoretyczne wyliczenia Shapiro, w późniejszym czasie eksperyment był wielokrotnie powtarzany z coraz większą dokładnością pomiarową
Opóźnienie Shapiro musi być brane pod uwagę, wraz z innymi istotnymi informacjami, przy obliczaniu dokładnego położenia sond takich jak Voyager czy Pioneer.